# Théâtre de la Bastille
Théâtre de la Bastille este un teatru dramatic din Paris. Se află pe Rue de la Roquette în arondismentul 11. Repertoriul său e integral dedicat teatrului și dansului contemporani.